# Зайцев Микола Олександрович (педагог)
Зайцев Микола Олександрович (нар. 24 березня 1939 рік, село, Холми Поддорського району Новгородської області, Російська РФСР — пом. 16 січня 2018 року, Санкт-Петербург) — російський педагог-новатор. Розробник унікальних методик з навчання читання, математики, російської та англійської мов.

## Біографія
Микола Олександрович Зайцев народився 24 березня 1939 року в селі Холми Поддгорського району Новгородської області в родині потомствених сільських вчителів. У 1958 році вступив до педагогічного інституту імені О. І. Герцена на філологічний факультет. У 1963 році Микола Зайцев, будучи пятикурсником, поїхав працювати перекладачем і викладачем російської мови в Індонезію. Там же і була випробувана на іноземних працівниках (які освоювали радянську військову техніку і документацію до неї), систему навчання читання російською мовою з використанням кубиків з насеними на їх боки «складами» і методика підходу до навчання без «парт», у «полки» з кубиками.
Поширення та апробація методик у масштабі Радянського Союзу розпочалася в 1989 році, коли виникло АТ «Мазай» (директор Валентин Михайлович Мартьянов, провідний спеціаліст Зайцев Микола Олександрович). Були розроблені: граматика української мови, навчання читання і граматика білоруської мови, навчання читанню татарською, вірменською та французькою мовами.
Методичні Альтернативи Зайцева лягли в основу діяльності цієї фірми, а заодно і дали їй назву. У 1989 році «Мазай», за підтримки кооперативу «Дарина-тур», налагодив випуск «Кубиків Зайцева» (1989). Пізніше з'явилися: «Столік» (1990), «Російська для всіх» (1991), «Пишу красиво» (1991), «Граматика англійської мови» (1991) і «Техніка читання англійською мовою» (1991).
Також побачили світ посібники з навчання читання українською і казахською мовами (Україна, Казахстан, 1991).
«Мазай» провів маркетинг по всій країні, зумівши організувати навчання всіх бажаючих як у рідному місті, так і виїзні семінари.
Активна співпраця з дитячими навчальними центрами по всій Росії і за кордоном, сприяла формуванню освітнього «середовища» (юридично не пов'язані, але використовують друковану продукцію компанії Н. [Архівовано 4 червня 2020 у Wayback Machine.] А. Зайцева [Архівовано 4 червня 2020 у Wayback Machine.]), в якій діти, як правило, отримували дошкільне навчання «методиками М. О. Зайцева», виходячи до першого класу середньої загальноосвітньої школи на рівень знань третього і вище класів. Тим самим викликаючи «дисонанс» з державною загальноосвітньою системою, за що не раз, методика, була не рекомендована чиновниками від Міністерства освіти до застосування у закладах загальної середньої освіти. Тому й досі перебуває на стадії вивчення до масового застосування на державному рівні.
А утворене в 1996 році підприємство недержавна освітня установа додаткової освіти (НОУДО) «Методики М. О. Зайцева», продовжила випуск методичний посібників і розширила асортимент пропонованих методик навчання «по-Зайцеву». З 2014 року — «НОУДО», з економічних причин, було перетворено на «ТОВ».

## Методика Зайцева
Я. С. Турбовський, завідувач лабораторією філософії освіти Інституту теорії освіти і педагогіки, доктор педагогічних наук, вважає Миколу Зайцева, незважаючи на його небажання оформляти свої методики як академічні праці далі складання підручників, одним із провідних теоретиків російської освіти. Вчений виклав теоретичний аналіз методики Зайцева у своїй книзі
Л. А. Ясюкова підтримує методику навчання Зайцева і корисність його навчально-методичних посібників
Методика Миколи Зайцева була також предметом аналізу Верховного Суду Російської Федерації. На думку прокуратури Росії використання кубиків Зайцева в дошкільних навчальних закладах потребує ліцензування такої діяльності і може проводиться тільки професійними педагогами після отримання такої ліцензії. Верховний Суд не погодився з такою позицією, скасував усі попередні судові акти і рекомендував всім судам нижчої інстанції виходити з того, що для застосування методики Зайцева освітньої ліцензії не потрібно з можливістю її застосування непрофесійними викладачами та організаціями.

## Методика навчання
Педагог Микола Зайцев створив власну навчальну систему для дітей 3-5 років, по якій діти навчаються читати і розв’язувати математичні задачі.  Завдяки цій системі безліч малюків опанувало й засвоїло нові для себе навички  без примусу і  зубріння.

### Принципи методики[6]
- Від загального до конкретного і від часткового до загального.
- Від конкретно-образного через наочно-дієве до словесно-логічного.
- Забезпечення наочності (не тільки від слова «дивитися») з використанням різних каналів сприйняття.
- Системне подання матеріалу.
- Алгоритмізація навчальних дій.
- Облік фізіології сприйняття навчальної інформації.
- Охорона здоров'я учнів.

#### КУБИКИ ЗАЙЦЕВА, МЕТОДИКА НАВЧАННЯ ЧИТАННЯ
На думку Зайцева, одиницею є не буква, а склад. Склад - це пари букв, що складається з голосної й приголосної букв. Ці склади Микола Олександрович розмістив на гранях кубиків.
Залежно від того які звуки складаються в складі, кубик має певний колір, розмір і характерний звук. Кубики із дзвінкими складами заповнені чимось дзвенячим, наприклад, шматочками металу, глухі склади заповнюють деревинками, які видають глухий звук. Кубики із голосними складами заповнюють мідними монетками. Певні букви позначені своїм певним кольором, це допомагає дітям запам´ятовувати букви.
Діти схоплюють склади одразу з першого погляду, більшість дітей після трьох - чотирьох занять починають уже читати склади й поступово вчаться читати .
Набір Зайцева складається з 52 кубиків, всі вони мають різний розмір, вагу, колір і наповнення. На  кубиках намальовані склади, написані на зразок складів .

## Таблиці Зайцева
Таблиці Зайцева - це наочні навчальні посібники , на яких представлений весь навчальний матеріал.
Таблиці подають відразу весь матеріал .
Вони створюють навчальну інформаційне середовище.
Таблиці є багатофункціональними посередниками між учнями і наставниками:
- вчать;
- дають інформацію;
- відпрацьовують потрібні навички;
- допомагають взаимообучению.

- на складових (для зіставлення якостей звуків - м'якості, глухість, дзвінкості, твердості, м'якості і для складання слів);
- на стосчетовие (для навчання рахунку в межах 100 - це 4-хцветная стрічка з числами від 0-99, групами квадратів і гуртків для вивчення десятків, парності-непарності);
- на математичні (показує, з чого складаються числа, їх властивості, дії над ними, походження цифр, дробів, ступенів).

Таблиці і кубики нероздільність частини навчального процесу.